# XVII Brygada Piechoty (II RP)
XVII Brygada Piechoty (XVII BP) – brygada piechoty Wojska Polskiego II RP.
XVII BP została sformowana w kwietniu 1919 roku, w składzie 9 Dywizji Piechoty.
W październiku-listopadzie 1921 roku dowództwo XVII BP przeformowane zostało w dowództwo piechoty dywizyjnej lub rozformowane (?). 22 pułk piechoty podporządkowany został bezpośrednio dowódcy 9 DP, a 15 pułk piechoty - dowódcy nowo powstałej 28 Dywizji Piechoty.

## Walki brygady
W trzeciej dekadzie lipca 1920 brygada osłaniała lewe skrzydła 3 Armii i zamykała drogi Kobryń – Kowel i Kobryń – Włodawa. Obronę Bugu warunkowało utrzymanie w polskim ręku przedmościa na wschodnim brzegu rzeki w rejonie Brześcia. Tymczasem 1 sierpnia nieprzyjaciel opanował Brześć, a organizowane przez dowódcę grupy poleskiej próby wypchnięcia wroga za Bug nie odniosły powodzenia.

## Obsada personalna
- ppłk Romuald Wolikowski (IV 1919 - 1920)
- płk Fabian Kobordo (od 25 II 1920)
- płk Romuald Wolikowski (IX - XII 1920)
- płk Bolesław Zaleski (VII - X 1921)

## Struktura organizacyjna
- dowództwo XVII Brygady Piechoty
- 15 pułk piechoty
- 22 pułk piechoty